# Ueli Schmezer

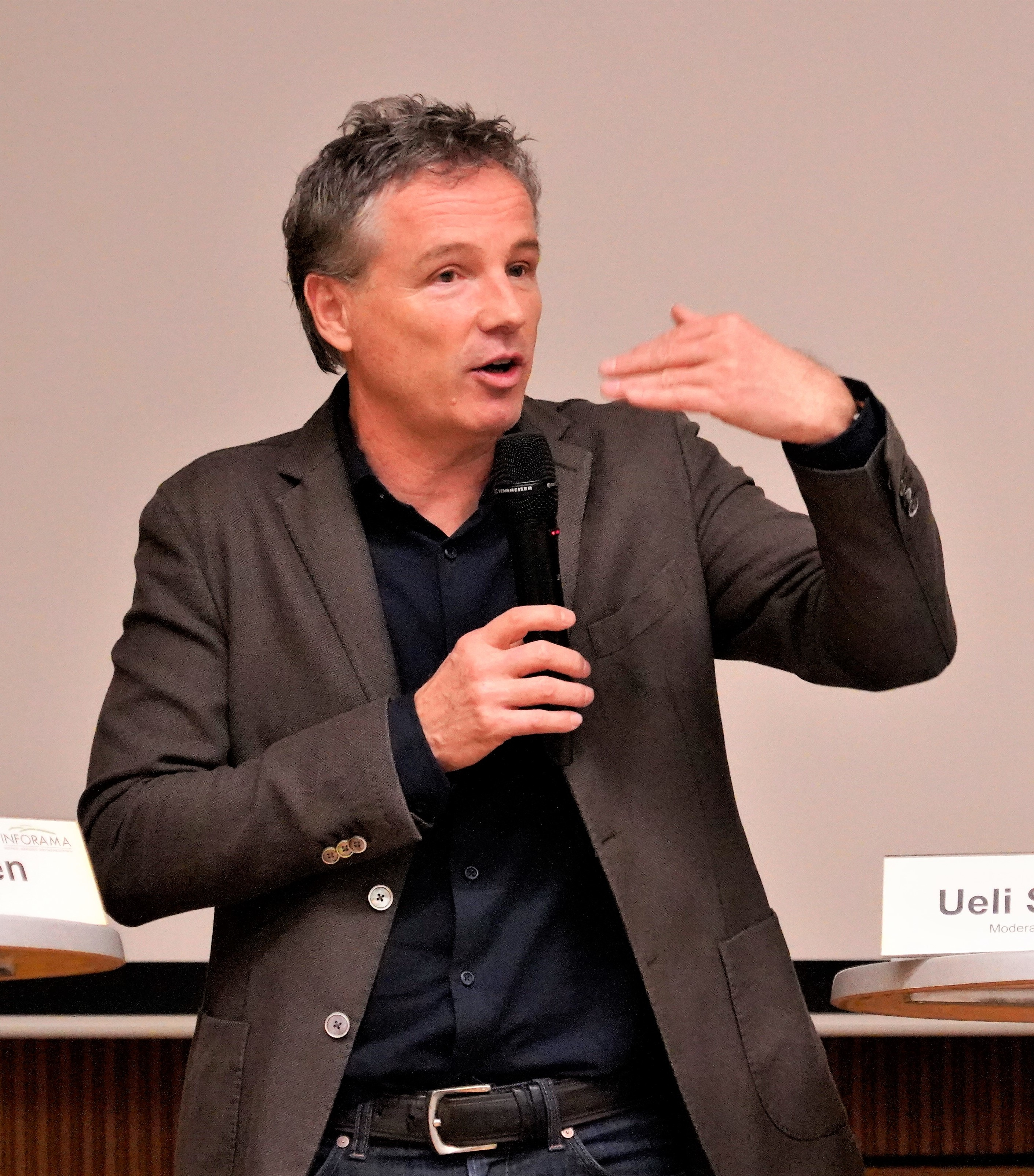
Ueli Schmezer (2020)

Ueli Schmezer (* 22. Juli 1961 in Bern) ist ein Schweizer Journalist, Moderator, Musiker und Politiker (SP). Dem Schweizer Publikum ist er vor allem durch die Sendung Kassensturz bekannt, die er von 1996 bis 2021 moderierte. Seit dem 4. März 2025 vertritt er die Sozialdemokraten im Nationalrat.

## Leben
Schmezer studierte Deutsch und Englisch am Sekundarlehramt Bern und darauf Nationalökonomie an der Universität Bern ohne diese abzuschliessen. 1984 wurde er Redaktor und Moderator beim Schweizer Radio SRF 3, wo er bis 1995 blieb, und begann für verschiedene Printmedien zu arbeiten. 1985 besuchte er für ein Jahr die Ringier-Journalistenschule. Bei Schweizer Radio und Fernsehen SRF war er von August 1996 bis Dezember 2021 Redaktor und Moderator der Sendung Kassensturz. Ebenso war er unter anderem für die Sendungen Hear we go, Fernrohr, Seismo, Zischtigsclub, Time out,  PISA – Kampf der Kantone, SRF Spezial und In Concert tätig. Seit November 2021 unterrichtet er an der Migros-Klubschule.
Erste Erfolge als Musiker feierte Schmezer Mitte der 1980er-Jahre unter dem Pseudonym Jules mit den Italo-Disco-Titeln I Want To und You and Me. 2001 veröffentlichte er das Album Chinderland mit Kinderliedern. Zusammen mit Mats Küpfer, Michel Poffet und Lucas Stähli bildet Ueli Schmezer die Band «MatterLive», die berndeutsche Chansons von Mani Matter neu interpretiert und 2004 sowie 2006 je ein Album herausbrachte. Im Jahr 2009 erschien sein Mundartrock-Album Himustärnehimu.
Ueli Schmezer ist verheiratet und hat drei erwachsene Söhne. Sein Vater ist der Schriftsteller Guido Schmezer (Ueli der Schreiber).

## Politik
Im August 2022 gab er bekannt, von der Sektion Bern Ost der Sozialdemokratische Partei der Schweiz als Kandidat für den Nationalrat bei den Schweizer Parlamentswahlen 2023 vorgeschlagen worden zu sein. Er wurde nicht gewählt, landete aber auf dem ersten SP-Ersatzplatz. Nach dem Rücktritt von Matthias Aebischer hat ihn der Regierungsrat als per 4. März 2025 in den Nationalrat gewählt erklärt.

## Werke

### Buch
- Markt im Bernerland. Fotos: Michael von Graffenried. Emmentaler Druck, Langnau 1988, ISBN 3-85654-879-3

### CDs
- Chinderland. 14 Kinder- und Elternlieder. Zytglogge, Gümligen 2001
- Ueli Schmezer’s MatterLive, 2004
- Ueli Schmezer’s MatterLive II, 2006
- Chinderland 2, 2007
- Himustärnehimu, 2009
- Chinderland 3, 2012

### Singles
- I Want To, 12" Maxi, ZYX, 1985
- You and Me, 12" Maxi, ZYX, 1986